# 毛思诚
毛思诚（1873年—1940年），原名裕称，字彩宇，号勉庐，浙江奉化人。中華民國大陸時期政要，蔣中正的早期啟蒙老師和機要秘書，國民革命軍陸軍少將軍銜。黃埔軍校校史研究的第一人，也被稱為《蒋介石日记》研究第一人。工文能诗擅書法。

## 生平
大清光緒癸酉年（1873年），生於浙江省寧波府奉化縣剡源乡岩头村(今属溪口镇)。父親毛恭玙，母親孫氏。早年有文名，曾考中晚清秀才，宁波府试时获得宁波府特等第一名。
大清光绪二十五年(1899年)，在奉化岩头村開設学馆，教書為業。大清光緒二十八年（1902年），蒋中正入讀，遂成為蔣的训蒙老师。毛教蔣研读中國古籍經典，包括《左传》、《纲鉴》。而蔣在這一時期學業大有長進，毛於是評語蔣：“志清好书，善于仿练”。但蒋依舊頑劣，毛也留下對蔣“动时以讲舍作舞台，以同学为玩物，狂态不可一世”的評語，但又說蔣学习时“专心致志，判若两人”。
蒋從學於毛凡二年。1903年，蒋离开岩头村，轉學到奉化縣城的凤麓学堂唸書。毛在蔣離開村學前，先赴上海經辦實業，在上海开设东亚印刷所，辦起了報刊雜誌，投身了印刷業。
毛在上海經營有年，嗣后回奉化老家，执教奉化縣的龙津学堂和镇海縣的培玉學堂。後又赴寧波府城，教授於宁波府中学堂。之後，赴浙江西南，教授於衢州省立第八师范学校（今衢州第一中學）。曾任浙江省第八师范學校舍监和国文教师。
1925年4月，蔣介石已成黃埔軍校校長，邀請毛赴廣州，遂赴廣州出任黄埔军校秘书处秘书，少校軍銜，並兼任黃埔軍校校史编纂委员会委员，是正式研究黃埔軍校校史之第一人。
1926年3月，改任广东省潮阳县縣长。但毛不樂作官，8个月后即辞归回老家奉化。1927年后，蔣又力邀毛出山，毛堅辭不下，被蔣的誠意所打動，仍回到蔣的身邊。之後，伴隨蔣參加討伐陳炯明叛變的東征和蔣領導的統一中國大陸的北伐。毛历任国民革命军总司令部秘书（中校軍銜），國民革命軍总司令办公厅文书科科长（上校軍銜），第一编遣区办事处总务局文书科长，陆海空军總司令部副官处文书科科长（上校軍銜少将待遇），国民革命军战史编纂委员会常委，国民政府主席办公室秘书等職務。毛遂成為蒋的文牍机要秘書。蔣對毛亦極為信任，將自己的手卷、日记、毕业文凭、公牍等交他收藏。
1934年7月，被委任為中華民國監察院监察委员。1935年，以自己在中國國民黨中威望和與蔣的交情，保釋入獄的中共重要活動家王任叔。1937年，七七事变后归里回奉化老家。1940年7月，在奉化因病逝世。

## 代表著作
- 1931年，为蒋介石编成《自反录》
- 《民国十五年以前之蒋介石先生》，研究蔣的權威著作。[2]
- 《蒋介石大事年表》
- 《國父教科書》
- 《评注国文》
- 《性灵诗》
- 《毛思诚詩稿》[3]

## 家人
- 亲家母 毛英梅，毛福梅（蔣中正原配）胞姐[2]
- 女兒 毛意凤，嫁奉化下跸驻村宋继坤[2]
  - 外孫 宋时选，台灣資深政治家[2]
  - 長孫 毛丁，曾將毛思诚所收藏的民國檔案文獻捐献国家，現藏南京国家第二档案馆，是民國珍貴文物。[1]

## 遺跡
- 今浙江省宁波市奉化区毛思诚故、旧居